# Rundfunkjahr 1941

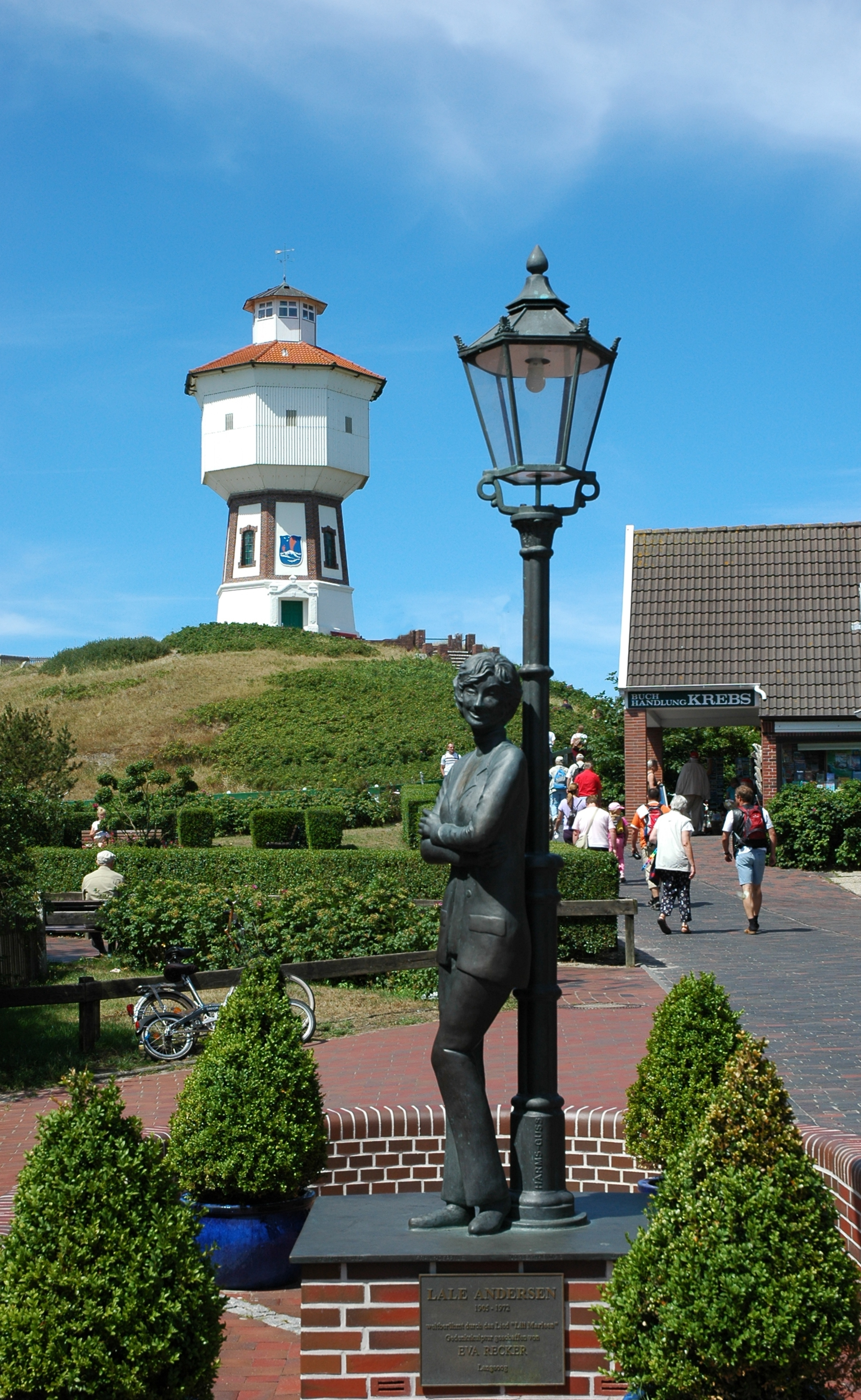
1941: Das von Lale Anderson interpretierte Lied Lili Marleen wird zum Welthit

Liste der Rundfunkjahre

◄◄ | ◄ | 1937 | 1938 | 1939 | 1940 | Rundfunkjahr 1941 | 1942 | 1943 | 1944 | 1945 | ► | ►►

Weitere Ereignisse

## Allgemein
- Konrad Zuse baut in Berlin den ersten funktionierenden Computer.
- 1. Juni – Alle deutschen Rundfunkzeitschriften werden eingestellt.
- 22. Juni – Das Deutsche Reich greift die Sowjetunion an (Unternehmen Barbarossa).
- 14. August – Franklin D. Roosevelt und Winston Churchill skizzieren in der Atlantik-Charta ihre Vorstellungen von einer neuen Weltordnung.
- 1. September – In Deutschland wird per Polizeiverordnung das Tragen des „Judensterns“ für alle Juden im Deutschen Reich ab dem sechsten Lebensjahr vorgeschrieben.
- 17. September – In Deutschland werden die ersten Todesurteile wegen Abhörens von „Feindsendern“ ausgesprochen.
- 7. Dezember – Japanischer Angriff auf Pearl Harbor. Eintritt der USA in den Zweiten Weltkrieg.

## Hörfunk

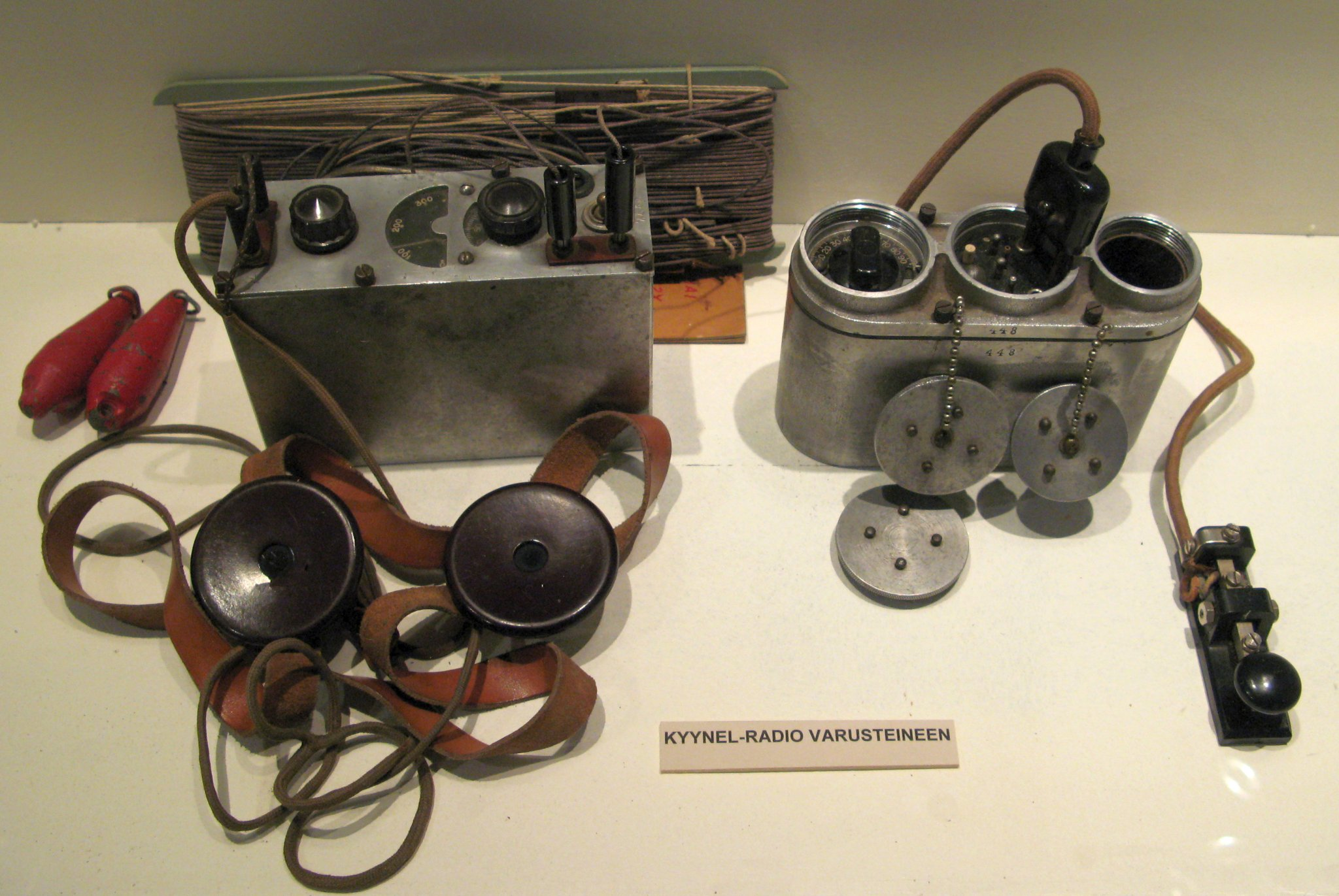
Mobiler finnischer Militärsender (1941)

- 7. Januar – Die Hörspielserie Inner Sanctum Mysteries (1941–1952) hat auf NBC Blue Network Premiere.
- 1. März – Mit W47NV geht in den USA das erste private UKW-Radio an den Start.
- 1. März – CBS sendet die erste Folge der Sitcom Duffy's Tavern.
- 26. April – Kurze Zeit nach dem deutschen Einmarsch und der Zerschlagung des Königreich Jugoslawien strahlt der Soldatensender Belgrad erstmals das Lied Lili Marleen in der von Lale Andersen 1939 eingespielten Version aus, das in der Folge zu einem Fronten übergreifenden „Kriegshit“ wird und noch heute als „typisches“ Soldatenlied gilt.
- 31. August – Die Unterhaltungsserie The Great Gildersleeve (1941–1957) hat auf NBC Red Network Premiere.
- November – Über Kurzwelle meldet sich aus Ufa im Uralgebirge der Sender Freies Radio Jugoslawien. Er unterstützt vor allem die auf dem Territorium der früheren jugoslawischen Monarchie unter Josip Broz Tito operierenden Widerstandskämpfer.[1]

## Fernsehen
- 30. April – Die USA führt eine neue Fernsehnorm ein (525 Zeilen bei 30 Bildern pro Sekunde).
- 1. Juli – In den USA beginnt das Zeitalter des kommerziellen Fernsehens.
- 1. Juli – Der kommerzielle TV-Betrieb startet in den Vereinigten Staaten auch mit der Ausstrahlung des ersten Fernsehwerbespots. Der Sender WBNT im New Yorker Empire State Building zeigt Fernsehwerbung zum Uhrenhersteller Bulova.

## Geboren
- Peter Huemer, österreichischer Radio- und Fernsehjournalist (Club 2), wird in Linz geboren.
- Magdalena Müller, deutsche Sportjournalistin und Fernsehmoderatorin, wird in Augsburg geboren († 2004).
- 08. Januar – Graham Chapman, britischer Schauspieler und Mitglied der Monty Python, wird in Leicester geboren († 1989).
- 28. Januar – Jochen Busse, deutscher Schauspieler, Kabarettist (7 Tage, 7 Köpfe) und Autor, wird in Iserlohn geboren.
- 01. Februar – Karl Dall, deutscher Komiker und Schauspieler, wird in Emden geboren († 2020).
- 07. März – Manfred Seipold, deutscher Schauspieler (Wettlauf nach Bombay), wird in Berlin geboren († 1989).
- 09. März – Norbert Langer, deutscher Synchronsprecher (deutsche Stimme von ‚Thomas Magnum‘ in der Krimiserie Magnum, 1980–1988) wird geboren.
- 19. März – Tommi Piper, deutscher Synchronsprecher (deutsche Stimme der Fernsehfigur Alf), wird in Berlin geboren.
- 27. März – Kurt Felix, Schweizer Fernsehmoderator wird in Wil, Kanton St. Gallen geboren († 2012).
- 28. März – Alf Clausen, US-amerikanischer Film- und Fernsehkomponist (Musik zu Die Simpsons), wird in Minneapolis, Bundesstaat Minnesota geboren († 2025).
- 06. April – Hans W. Geißendörfer, deutscher Regisseur (Lindenstraße), wird in Augsburg geboren.
- 12. April – Dieter Seefranz, österreichischer Fernsehjournalist und Schauspieler, wird in Wien geboren († 1983).
- 30. April – Heinz Prüller, österreichischer Formel-1-Kommentator und Sportjournalist, wird in Wien geboren.
- 01. Mai – Hannelore Gadatsch, deutsche Fernsehjournalistin und -moderatorin, wird in Berlin geboren († 2024).
- 10. Juni – Jürgen Prochnow, deutscher Schauspieler und Synchronsprecher, wird in Berlin geboren.
- 22. November – Günther Koch, deutscher Sportkommentator und Hörfunkjournalist, wird in Posen geboren.